# György Ligeti
György Sándor Ligeti, madžarski skladatelj in akademik, * 28. maj 1923, Dicsőszentmárton (zdaj Târnăveni), Madžarska, † 12. junij 2006, Dunaj, Avstrija.
Ligeti je eden največjih skladateljev resne glasbe 20. stoletja. Širšemu občinstvu je poznan tudi kot avtor glasbe za filme režiserja Stanleya Kubricka 2001: Vesoljska odiseja (2001: A Space Odyssey) (1968), The Shining (1980) in Oči široko zaprte (Eyes Wide Shut) (1999).

## Življenje in delo
Sprva se je šolal na konservatoriju v Kolozsváru (zdaj Cluj-Napoca) v Transilvaniji (Romunija). Zaradi njegovega judovskega porekla so šolanje s prisilnim delom leta 1943 prekinili nacisti, njegove starše, brata in ostale sorodnike pa so odpeljali v koncentracijsko taborišče Auschwitz, preživela je samo njegova mati.
Po vojni je Ligeti nadaljeval študij v Budimpešti in diplomiral leta 1949. Njegovi mentorji so bili Pál Kadosa, Ferenc Farkas, Zoltán Kodály in Sándor Veress. Zatem se je eno leto udejstvoval v etnomuzikoloških raziskavah romunske ljudske glasbe. Kmalu je postal profesor harmonije, kontrapunkta in glasbene analize v Budimpešti, na šoli, kjer je študiral. Decembra 1956, dva meseca po zatiranju Sovjetske vojske, se je preselil na Dunaj in prejel avstrijsko državljanstvo. 
V Avstriji je imel priložnost spoznati mnoge avantgardne skladatelje, saj je bila povojna Madžarska odrezana od kulturnega dogajanja na področju Zahodne Evrope. V začetnem obdobju elektroakustične glasbe se je spoprijateljil s skladateljema Karlheinzem Stockhausnom in Gottfriedom Michaelom Koenigom, ki sta bila pionirja v tej glasbeni struji. Skupaj so delovali v kölnskem studiu in odkrivali nove zvočne razsežnosti. Ne glede na to je Ligeti večinoma komponiral glasbo za akustične instrumente, ki pa so pogosto morali izvajati glasbo na način, podoben elektronskemu. V tem času je pridobil sloves in ugled.
Med letoma 1973 in 1989 je pedagoško deloval v Hamburgu.
Bil je član Evropske akademije znanosti in umetnosti.

## Najpomembnejša dela
- Andante in Allegro za godalni kvartet (1950)
- Balada si joc za 2 violini (1950)
- Concert românesc za orkester (1951)
- Musica ricercata za klavir (1951-1953)
- Godalni kvartet št. 1, »Métamorphoses nocturnes« (1953-54)
- Glissandi, elektronska glasba (1957)
- Artikulation, elektronska glasba (1958)
- Apparitions za orkester (1958-59)
- Atmosfere (Atmosphères) za orkester (1961)
- Volumina za orgle (1961-62, revidirano 1966)
- Simfonična pesnitev za 100 metronomov (Poème Symphonique for 100 metronomes) (1962)
- Rekvijem za sopran in mezzosopran solo, mešani zbor in orkester (1963-65)
- Koncert za violončelo in orkester (1966)
- Lux Aeterna za 16 solističnih pevskih glasov (1966)
- Lontano za orkester (1967)
- 2 etudi za orgle (1967, 1969)
- Continuum za čembalo (1968)
- Ramifications za 12 solističnih godalnih instrumentov (1968-69)
- Godalni kvartet št. 2 (1968)
- 10 skladb za pihalni kvintet (1968)
- Komorni koncert za 13 instrumentalistov (1969-70)
- Melodije za orkester (1971)
- Dvojni koncert za flavto, oboo in orkester (1972)
- Clocks and Clouds for 12 female voices (1973)
- San Francisco Polyphony za orkester (1973-74)
- Etude za klavir, 1. zvezek (1985)
- Koncert za klavir in orkester (1985-88)
- Koncert za violino in orkester (1992)
- Etude za klavir, 2. zvezek (1988-94)
- Hamburški koncert za rog solo in komorni orkester s 4 obligatnimi naravnimi rogovi (1998-99, revidirano 2003)
- Síppal, dobbal, nádihegedűvel: posvečeno Weöresu Sándorju (2000)
- Etude za klavir, 3. zvezek (1995-2001)

## Nagrade
- Grawemeyerjeva nagrada za glasbeno kompozicijo (Etude za klavir) (1986)
- Schock Prize za glasbeno umetnost (1995)
- Nagrada Kjoto (2001)
- Nagrada Polar Music (2004)